# Maimuna
Maimuna es un género de arañas araneomorfas pertenecientes a la familia Agelenidae. Se encuentra en la Cuenca del Mediterráneo oriental.

## Especies
Según The World Spider Catalog 12.0:
- Maimuna bovierlapierrei (Kulczynski, 1911)
- Maimuna cariae Brignoli, 1978
- Maimuna carmelica Levy, 1996
- Maimuna cretica (Kulczyn'ski, 1903)
- Maimuna inornata (O. Pickard-Cambridge, 1872)
- Maimuna meronis Levy, 1996
- Maimuna vestita (C. L. Koch, 1841)